# Delahaye Type 87 e 107
Le Type 87 e 107 erano due autovetture di fascia alta prodotta dal 1924 al 1928 dalla Casa automobilistica francese Delahaye.

## Profilo
Lanciata nel 1924, la Type 87 era una torpedo che andava ad occupare una fascia di mercato che durante gli anni venti non era molto folta: la maggior parte delle vetture concorrenti infatti tendevano a presidiare le fasce di mercato intorno ai 2 litri o ai 1.5 litri, ma la fascia intorno ai 1.7-1.8 litri non era molto affollata.
La Type 87 era equipaggiata da un 4 cilindri da 1846 cm³, in grado di erogare una massima di 30 CV a 2200 giri/min. Il cambio era manuale a 4 marce. La velocità massima era di 80 km/h.
Fu prodotta fino all'inizio dell'anno seguente.
Una sua valida sostituta si vide all'inizio del 1928, quando fu lanciata la Type 107, un'altra torpedo caduta nel dimenticatoio, equipaggiata da un altro 4 cilindri, ma stavolta della cilindrata di 1791 cm³, ed in grado di raggiungere gli 85 km/h di velocità massima.
Alla fine del 1928, anche questa vettura fu pensionata.